# Elecciones a la Asamblea Constituyente de Ecuador de 1843
Las elecciones para diputados constituyentes de 1843 determinaron quienes conformarían la Asamblea Constituyente de Ecuador de 1843, la cual tenía como objetivo la redacción de un nuevo texto constitucional para el país en reemplazo de la Constitución liberal de Ecuador de 1835.
La conformación de una asamblea constituyente fue convocada Juan José Flores para mantenerse en el poder e instituir un orden conservador totalitario personalista con períodos presidenciales de 8 años, siendo denominada esta constitución como la Carta de la Esclavitud.
Acorde a la normativa de la época, los legisladores eran electos por nominación libre de los electores, sin auspicio partidista o limitaciones por provincia, por lo que en ocasiones un legislador era electo por varias provincias.

## Nómina de Representantes Provinciales
34 diputados provinciales
| Provincia  | Diputados                                          | Diputados                      |
| ---------- | -------------------------------------------------- | ------------------------------ |
| Cuenca     | Bernardo Daste Brunce                              | Bernardo Daste Brunce          |
| Cuenca     | José María Rodríguez Parra                         |                                |
| Cuenca     | Antonio de la Guerra Montero                       |                                |
| Cuenca     | Francisco Eugenio Tamariz Gordillo                 |                                |
| Chimborazo | Antonio Andrade de la Guerra                       | Antonio Andrade de la Guerra   |
| Chimborazo | Carlos Agustín Bartolo Chiriboga Salazar           |                                |
| Chimborazo | Antonio Martínez Pallares                          |                                |
| Chimborazo | Pedro Zambrano Martínez                            |                                |
| Guayaquil  | Juan Manuel Benites Sánchez                        | Juan Manuel Benites Sánchez    |
| Guayaquil  | José Felipe Letamendi y González-Dávila            |                                |
| Guayaquil  | Vicente Martín Paredes                             |                                |
| Guayaquil  | Antonio Pío Ponte Ascanio                          |                                |
| Guayaquil  | José María de Santistevan y Noboa                  |                                |
| Guayaquil  | Tomás Carlos Wright Montgomery                     |                                |
| Imbabura   |                                                    | Pedro José de Arteta y Calisto |
| Imbabura   | Luis de Saa y Recalde                              |                                |
| Imbabura   | José Félix Valdivieso y Valdivieso                 |                                |
| Loja       | José Pío de Escudero Carrión                       | José Pío de Escudero Carrión   |
| Loja       | Antonio España y Samano                            |                                |
| Loja       | Eduardo Malo y Valdivieso                          |                                |
| Loja       | Ramón Miño Valdéz                                  |                                |
| Loja       | Ramón Gortaire Reyes                               |                                |
| Loja       | Agustín Riofrío Peralta                            |                                |
| Loja       | José María Urbina y Viteri                         |                                |
| Loja       | Miguel Ignacio Valdivieso y Carrión                |                                |
| Manabí     |                                                    | Francisco de Marcos y Crespo   |
| Manabí     | Miguel Alvarado                                    |                                |
| Manabí     | José Fernández Salvador y López                    |                                |
| Manabí     | Carlos Tamayo                                      |                                |
| Manabí     | Jose Vicente Isidro Gonzalez Rodríguez-Terán       |                                |
| Pichincha  | Francisco Aguirre Mendoza                          | Francisco Aguirre Mendoza      |
| Pichincha  | José Miguel Carrión y Valdivieso, Obispo de Botrén |                                |
| Pichincha  | Modesto Larrea y Carrión, II Marqués de San José   |                                |
| Pichincha  | Luis Fernández Salvador y López                    |                                |

Fuente: